# 光皮梾木
光皮梾木（学名：Swida wilsoniana），为山茱萸科梾木属下的一个植物种。

## 形态特征
落叶乔木，高5-18米，稀达40米；树皮灰色至青灰色，块状剥落；幼枝灰绿色，略具4棱，被灰色平贴短柔毛，小枝圆柱形，深绿色，老时棕褐色，无毛，具黄褐色长圆形皮孔。冬芽长圆锥形，长3-6毫米，密被灰白色平贴短柔毛。叶对生，纸质，椭圆形或卵状椭圆形，长6-12厘米，宽2-5.5厘米，先端渐尖或突尖，基部楔形或宽楔形，边缘波状，微反卷，上面深绿色，有散生平贴短柔毛，下面灰绿色，密被白色乳头状突起及平贴短柔毛，主脉在上面稍显明，下面凸出，侧脉3-4对，弓形内弯，在上面稍显明，下面微凸起；叶柄细圆柱形，长0.8-2厘米，幼时密被灰白色短柔毛，老后近于无毛，上面有浅沟，下面圆形。顶生圆锥状聚伞花序，宽6-10厘米，被灰白色疏柔毛；总花梗细圆柱形，长2-3厘米，被平贴短柔毛；花小，白色，直径约7毫米；花萼裂片4，三角形，长约0.4-0.5毫米，长于花盘，外侧被白色短柔毛；花瓣4，长披针形，长约5毫米，上面无毛，下面密被灰白色平贴短柔毛；雄蕊4，长6.2-6.8毫米，花丝线形，长5毫米，与花瓣近于等长，无毛，花药线状长圆形，黄色，长约2毫米，丁字形着生；花盘垫状，无毛；花柱圆柱形，有时上部稍粗壮，长3.5-4毫米，稀被贴生短柔毛，柱头小，头状，子房下位，花托倒圆锥形，直径约1毫米，密被灰色平贴短柔毛。核果球形，直径6-7毫米，成熟时紫黑色至黑色，被平贴短柔毛或近于无毛；核骨质，球形，直径4-4.5毫米，肋纹不显明。花期5月；果期10-11月。

## 地区
产陕西、甘肃、浙江、江西、福建、河南、湖北、湖南、广东、广西、四川、贵州等省区。生于海拔130-1130米的森林中。